# 山縣有道
山縣 有道（山県 有道、やまがた ありみち、1888年〈明治21年〉2月23日 - 1945年〈昭和20年〉9月8日）は、日本の宮内官、政治家、華族。位階・勲等・爵位は正三位勲三等公爵。前名・辰吉。

## 経歴
内務官僚・山縣伊三郎（山縣有朋養嗣子）、隆子夫妻の長男として生まれる。父の死去に伴い1927年（昭和2年）11月15日、公爵を襲爵し貴族院公爵議員に就任。火曜会に所属して死去するまで在任した。
1912年（明治45年）東京外国語学校ドイツ語本科を卒業し、同年ドイツ帝国に留学。チュービンゲン大学で造林学を専攻していたが、1914年（大正3年）のドイツ国交断絶により帰国、祖父・有朋が始めた栃木県那須野の山縣農場を主宰する。1922年（大正11年）以降、侍従、式部官などを歴任。歌御会始読師も務めた。

## 栄典
勲章等
| 受章年                    | 略綬 | 勲章名       | 備考 |
| ------------------------- | ---- | ------------ | ---- |
| 1928年（昭和3年）12月28日 |      | 勲六等瑞宝章 |      |
| 1932年（昭和7年）3月12日  |      | 勲五等瑞宝章 |      |
| 1933年（昭和8年）3月23日  |      | 勲四等瑞宝章 |      |
| 1941年（昭和16年）4月11日 |      | 勲三等瑞宝章 |      |

## 親族
- 母：山縣隆子（たかこ、1867–1931） - 加藤弘之長女[1]
- 妻：山縣鞭子（むちこ、1895–1965） - 前田利同二女[1]（学習院女学部卒業後、1916年に田中義一媒酌により結婚[7]）
  - 長女：山縣美枝子（みえこ、1917–1983） - 都築忠春夫人（後に日笠百勝と再婚）
  - 長男：山縣有信（ありのぶ、1918–1974） - 矢板市長、公爵[1]
    - 孫：有德(1948/10/4生[11])
      - 曾孫：有茂(1979/4/7生[11])
      - 曾孫：有孝(1983/8/4生[11])

    - 孫：眞紀子(竹内鉱二夫人、1951/1/24生[11])
    - 孫：由紀子(1953/6/30生[11])

  - 次女：山縣美智子（みちこ、1923–1973） - 北沢仁夫人